# Ли Дань
Ли Дань (кит. упр. 李 丹, пиньинь Li Dan, род. 19 сентября 1988, Гуанчжоу) — китайская батутистка, бронзовый призёр Олимпийских игр 2016 года, семикратная чемпионка мира, обладательница золотой медали летних Азиатских игр 2014 года.

## Биография
Заниматься прыжками на батуте Ли Дань начала в 1999 году в Гуанчжоу. До этого она занималась прыжками в воду, что в дальнейшем, наряду с занятиями по спортивной гимнастике, помогло ей в совершенствовании техники.
В 2009 году Ли Дань дебютировала на взрослом чемпионате мира и сразу стала обладательницей двух золотых наград, одержав победу в командном зачёте и в синхронных прыжках в паре с Чжун Синпин. В 2010 году китайская прыгунья добавила с свою коллекцию золото мирового первенства в личном зачёте. На чемпионате мира 2011 года Ли стала чемпионкой в командах, но в личном зачёте уступила соотечественнице Хэ Вэньна и канадке Розанне Макленнан. В 2012 году Ли выступала в Лондоне на тестовых соревнованиях перед Олимпийскими играми, однако на самих Играх не выступала, не сумев отобраться в национальную команду.
На послеолимпийском чемпионате мира в Софии Ли завоевала две медали, став третьей в личном первенстве и второй в синхронных прыжках вместе с Чжун Синпин. На мировом первенстве 2014 года китайская прыгунья не смогла пробиться даже в финал соревнований. В октябре Ли Дань стала чемпионкой летних Азиатских игр. Чемпионат мира 2015 года стал самым успешным в карьере китаянки. На первенстве в датском Оденсе она стала обладательницей сразу трёх золотых наград.
В 2016 году Ли Дань приняла участие в летних Олимпийских играх в Рио-де-Жанейро. В квалификационном раунде соревнований китайская прыгунья с результатом 104,075 заняла второе место, уступив только белорусской спортсменке Татьяне Петрене. В финале Ли Дань набрала 55,885 балла, благодаря чему смогла стать бронзовым призёром Игр, уступив Макленнан и британке Бриони Пейдж.
Выиграв в 2017 году золото на Национальных играх Китая Ли приостановила спортивную карьеру, выйдя замуж и родив ребёнка. В 2018 году она вернулась к тренировкам с целью принять участие в летних Олимпийских играх 2020 года в Токио. На чемпионате мира 2019 года Ли стала только 18-й в личном первенстве, не сумев пробиться в финал, а в командном зачёте сборная Китая заняла 4-е место.

## Награды
- В 2014 году была награждена почётной грамотой Первого класса от правительства провинции Гуандун.